# Килва
Килва или Килва Кисивани (свах. Kilwa Kisiwani - Велика Килва) је географски појам који се односи на три локалитета у Танзанији - на град Килва Масоко, на острво Килва Кисивани које се налази 1,5 километар удаљено од овог града и насеље Килва Кивиње које се налази 20 километара северно од града Килва Масоко. Сва три локалитета се налазе на обали Индијског океана у Килва дистрикту који је један од шест дистрикта региона Линди.

## Килва Масоко
Килва Масоко је лучки градић на обали Индијског океана који је по попису из 2002. године имао 12.324 становника. Реч masoko на свахили језику се односи на пијацу. Значајна активност у насељу је риболов.

## Килва Кисивани
Килва Кисивани је острво које се налази насупрот града Килва Масоко. На свахили језику реч kisiwani значи острво. Данас на острву живи око 500 становника, а на њему се налазе остаци утврђења из времена некадашњег султаната који су уписани на листу Светске баштине 1981. године, а због угрожености природним факторима (ерозија и плављење) и на листу угрожених места Светске баштине 2004. године.

## Килва Кивиње
Град Килва Кивиње је основан у 17. веку након уништења великог дела насеља на острву Килва. Према попису из 2002. године у насељу живи 13.374 становника. Kivinje је реч на свахили језику која се односи на врсту дрвета (тамарис).

## Историја
Као први становници Килве спомињу се Мтаката, Мранга и Мчинга са краљем Мримба. Султанат Килва је основао у 11. веку персијски принц Али-ибн-ал-Хасан из Шираза. Висок ниво развоја султаната забележио је 1331. године путописац Ибн Батута наводећи гостопримство тадашњег султана Хасана-ибн-Сулејмана. Из истог периода датирају и палата Хусуни Кубва и проширење Велике џамије. 
Португалски морепловац Педро Алварес Кабрал је 26. јула 1500. године упловио у луку Килва, али није успео да се нагоди са султаном око плаћања пореза португалском краљу, што је три године касније у својој другој експедицији за Индију постигао Васко да Гама. Португалци у то време описују град као утврђено насеље са око 12 хиљада становника, уских улица са високим кућама које имају терасе и унутрашње вртове и луком у којој се налазио већи број бродова. Португалци су град први пут разорили 1505. године, а Килва је потом плаћала порез португалском краљу до 1512. године када је освајају Арапи. 
Град се поново развија, до оманског освајања 1874. године. Током 19. века Килва је напуштена и запуштена. Средином 20. века почињу археолошка истраживања на острву да би локалитет био стављен 1981. године на листу Светске баштине.